# العلاقات الأرجنتينية الفرنسية
العلاقات الأرجنتينية الفرنسية هي العلاقات الثنائية التي تجمع بين الأرجنتين وفرنسا.

## مقارنة بين البلدين
هذه مقارنة عامة ومرجعية للدولتين:
| وجه المقارنة                                              | الأرجنتين                                               | فرنسا                                                    |
| --------------------------------------------------------- | ------------------------------------------------------- | -------------------------------------------------------- |
| المساحة (كم2)                                             | 2.78 مليون                                              | 643.80 ألف                                               |
| عدد السكان (نسمة)                                         | 44.27 مليون                                             | 67.12 مليون                                              |
| الكثافة السكانية (ن./كم²)                                 | 15.92                                                   | 104.26                                                   |
| العاصمة                                                   | بوينس آيرس                                              | باريس                                                    |
| اللغة الرسمية                                             | اللغة الإسبانية                                         | لغة فرنسية                                               |
| العملة                                                    | البيزو الأرجنتيني 1983 ‏، بيزو أرجنتيني، أسترال أرجنتيني | يورو، فرنك س ف ب، فرنك فرنسي، Livre tournois ‏            |
| الناتج المحلي الإجمالي (بليون دولار)                      | 637.59 مليار                                            | 2.58 تريليون                                             |
| الناتج المحلي الإجمالي (تعادل القوة الشرائية) بليون دولار | 883.02 مليار                                            | 2.87 تريليون                                             |
| الناتج المحلي الإجمالي الاسمي للفرد دولار أمريكي          | 13.43 ألف                                               | 36.20 ألف                                                |
| الناتج المحلي الإجمالي للفرد دولار أمريكي                 |                                                         | 39.33 ألف                                                |
| مؤشر التنمية البشرية                                      | 0.827                                                   | 0.888                                                    |
| رمز المكالمات الدولي                                      | +54                                                     | +33                                                      |
| رمز الإنترنت                                              | .ar                                                     | .fr، .bzh ‏، .tf، .re، .wf، .yt، .pm، .paris              |
| المنطقة الزمنية                                           | 00                                                      | أوروبا/باريس ‏، توقيت وسط أوروبا، توقيت وسط أوروبا الصيفي |

## مدن متوأمة
في ما يلي قائمة باتفاقيات التوأمة بين مدن أرجنتينية وفرنسية:
- ترتبط Pigüé [الإنجليزية]‏ مع روديز باتفاقية توأمة.
- ترتبط لابلاتا مع بولوني سور مير باتفاقية توأمة.
- ترتبط باهيا بلانكا مع نانت باتفاقية توأمة.
- ترتبط كورينتس مع لا روشيل باتفاقية توأمة.
- ترتبط أرنيدو مع Parthenay [الإنجليزية]‏ باتفاقية توأمة.
- ترتبط مار دل بلاتا مع بياريتز باتفاقية توأمة.
- ترتبط بوينس آيرس مع تولوز باتفاقية توأمة منذ 19 مايو 1994.

## منظمات دولية مشتركة
يشترك البلدان في عضوية مجموعة من المنظمات الدولية، منها:
| علم المنظمة | اسم المنظمة                               | تاريخ انضمام الأرجنتين | تاريخ انضمام فرنسا |
| ----------- | ----------------------------------------- | ---------------------- | ------------------ |
|             | البنك الإفريقي للتنمية                    | ?                      | ?                  |
|             | المنظمة الهيدروغرافية الدولية             | ?                      | ?                  |
|             | مجموعة العشرين                            | ?                      | 26 سبتمبر 1999     |
|             | منظمة الشرطة الجنائية الدولية             | ?                      | ?                  |
|             | الاتحاد البريدي العالمي                   | ?                      | ?                  |
|             | منظمة التجارة العالمية                    | ?                      | 1995               |
|             | الفريق المعني برصد الأرض                  | ?                      | ?                  |
|             | مجموعة الموردين النوويين                  | ?                      | ?                  |
|             | مؤسسة التنمية الدولية                     | 3 أغسطس 1962           | 30 ديسمبر 1960     |
|             | مؤسسة التمويل الدولية                     | 13 أكتوبر 1959         | 20 يوليو 1956      |
|             | منظمة حظر الأسلحة الكيميائية              | ?                      | ?                  |
|             | الأمم المتحدة                             | 24 أكتوبر 1945         | 24 أكتوبر 1945     |
|             | الاتحاد الدولي للاتصالات                  | 1889                   | 1866               |
|             | البنك الدولي للإنشاء والتعمير             | 20 سبتمبر 1956         | 27 ديسمبر 1945     |
|             | مجموعة أستراليا                           | 1993                   | 1985               |
|             | المركز الدولي لتسوية المنازعات الاستشارية | 18 نوفمبر 1994         | 20 سبتمبر 1967     |
|             | وكالة ضمان الاستثمار متعدد الأطراف        | 11 فبراير 1992         | 28 ديسمبر 1989     |
|             | نظام تحكم تكنولوجيا القذائف               | 1993                   | 1987               |
|             | يونسكو                                    | 15 سبتمبر 1948         | 4 نوفمبر 1946      |

## أعلام
هذه قائمة لبعض الشخصيات التي تربطها علاقات بالبلدين:
- ألفريدو دي ستيفانو (لاعب كرة قدم أرجنتيني، 4 يوليو 1926[23][24][25] – 7 يوليو 2014[23][24][25])
- أوبالدو فيلول (لاعب كرة قدم أرجنتيني، 21 يوليو 1950[26] – )
- إرنستو لاكلو (6 أكتوبر 1935 – 13 أبريل 2014[27])
- برناردو هوساي (طبيب أرجنتيني، 10 أبريل 1887[28][29][30] – 21 سبتمبر 1971[29][30][31])
- خوسيه تشاموت (لاعب كرة قدم أرجنتيني، 17 مايو 1969[32] – )
- خوليو كورتاثر (كاتب أرجنتيني، 26 أغسطس 1914[33][34][35] – 12 فبراير 1984[33][34][35])
- دافيد تريزيغيه (لاعب كرة قدم فرنسي، 15 أكتوبر 1977[36] – )
- رينالدو بينيوني (رئيس الأرجنتين الحادي والأربعين من سنة 1982 إلى سنة 1983، 21 يناير 1928 – 7 مارس 2018)
- غونزالو هيغواين (لاعب كرة قدم أرجنتيني، 10 ديسمبر 1987[37] – )
- كارلوس بيليجريني (سياسي أرجنتيني، 11 أكتوبر 1846[38][39] – 17 يوليو 1906[38][39])
- كارلوس لاكوست (رئيس سابق للأرجنتين، 2 فبراير 1929 – 24 يونيو 2004)
- لويس لولوار (6 سبتمبر 1906[40][41] – 2 ديسمبر 1987[40][41])
- ليبرتاد لامارك (مغنية وممثلة أرجنتينية، 24 نوفمبر 1908[42][43][44] – 12 ديسمبر 2000[42][43][44])
- ماكسيما ملكة هولندا (17 مايو 1971 – )
- مرسيدس سوسا (مغنية أرجنتينية، 9 يوليو 1935[45][46][47] – 4 أكتوبر 2009[45][46][47])

## وصلات خارجية
- موقع وزارة الخارجية الأرجنتينية
- موقع وزارة الخارجية الفرنسية